# Макроцикли

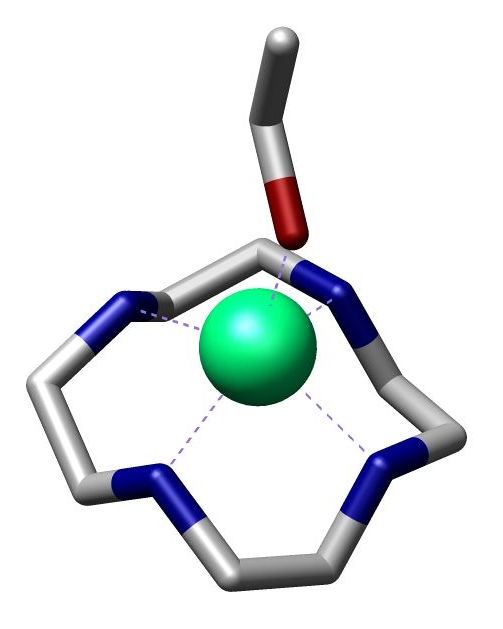
Кристалічна структура йона Zn(II) координаційно зв'язаного з цикленом и етанолом

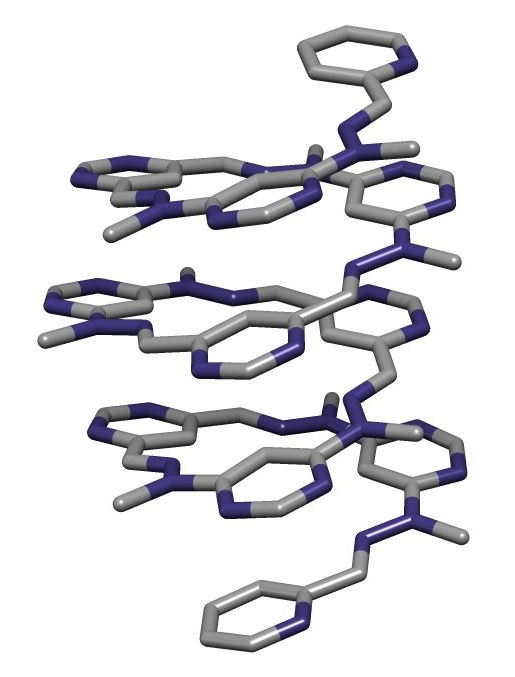
Олігомер з 11 ланок, який утворює вторинну структуру — фолдамер

Макроцикл (англ. macrocycle) — циклічна макромолекула або її циклічна частина. Макроциклам умовно відповідають цикли із понад 10-и атомів.

## Типові макроциклічні молекули
- Анулени — прості  вуглеводневі кон'югати.
- Каліксарени — продукти циклічної олігомеризації фенолу з формальдегідом.
- Кукурбітурили — поліпропіленгліколі побудовані з шести глікольурільних фрагментів.
- Циклодекстрини — циклічні олігомери глюкози.
- циклопептиди і депсіпептиди.
- Циклофани — вуглеводні, що складаються з щонайменше одного ароматичного блоку і з'єднаного з ним аліфатичного ланцюга таким чином, що формується місток між двома його нез'єднаними атомами. Яскравий приклад — морфін.
- Краун-ефіри та їхні похідні азакраун- або тіакраун-ефіри.
- Порфірини — одержувані від реакції чотирьох піролів і чотирьох альдегідів. Мають велике біологічне значення.

[18]анулен
Калікс[4]арен с пара-трет-бутиловими замісниками
Каликс[4]резорцинарен
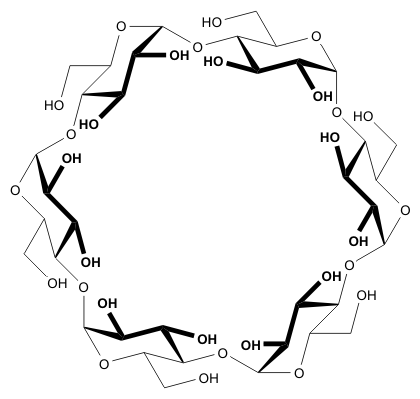
α-циклодекстрин
антибиотик валіноміцин
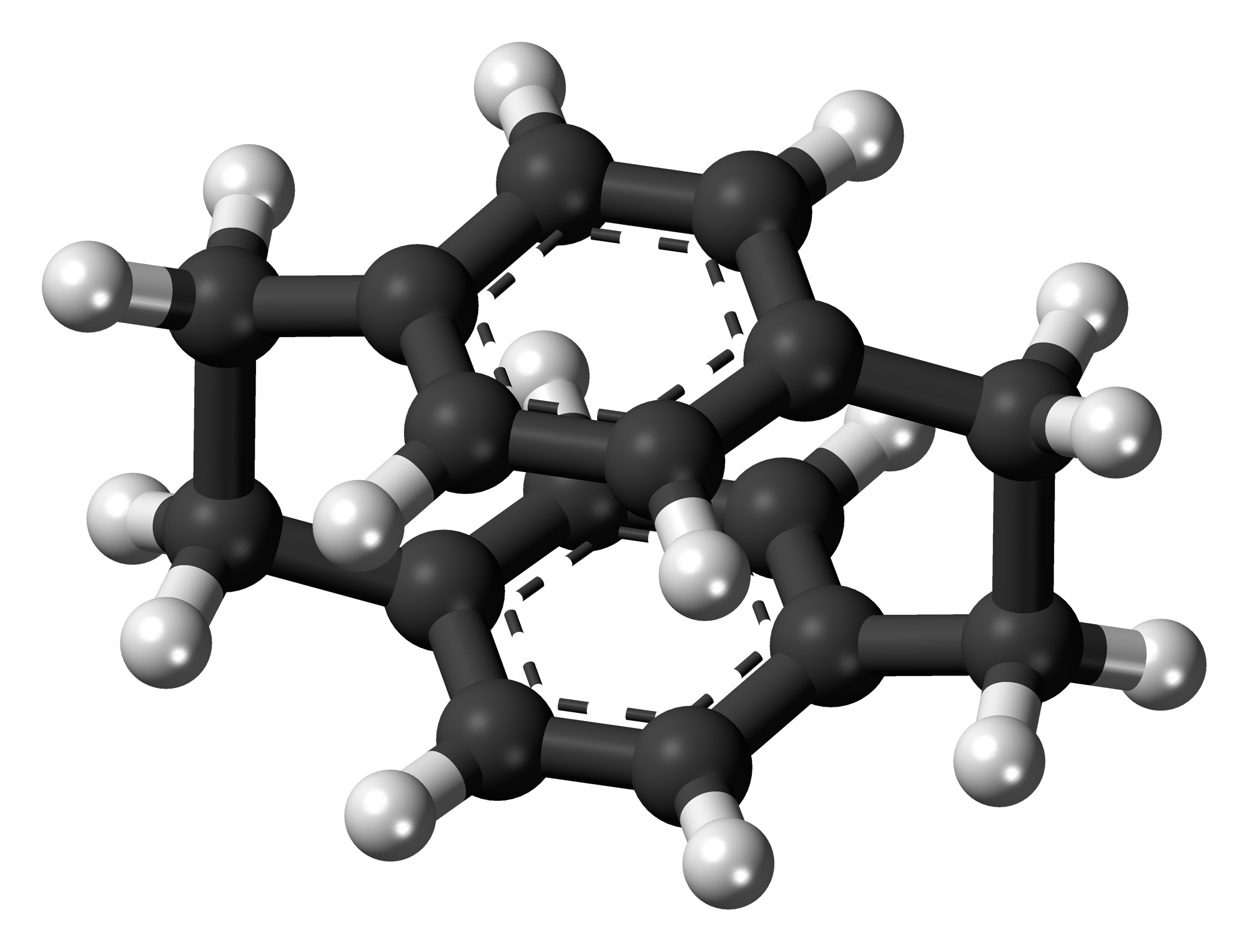
парациклофан
18-краун-6
Порфірин
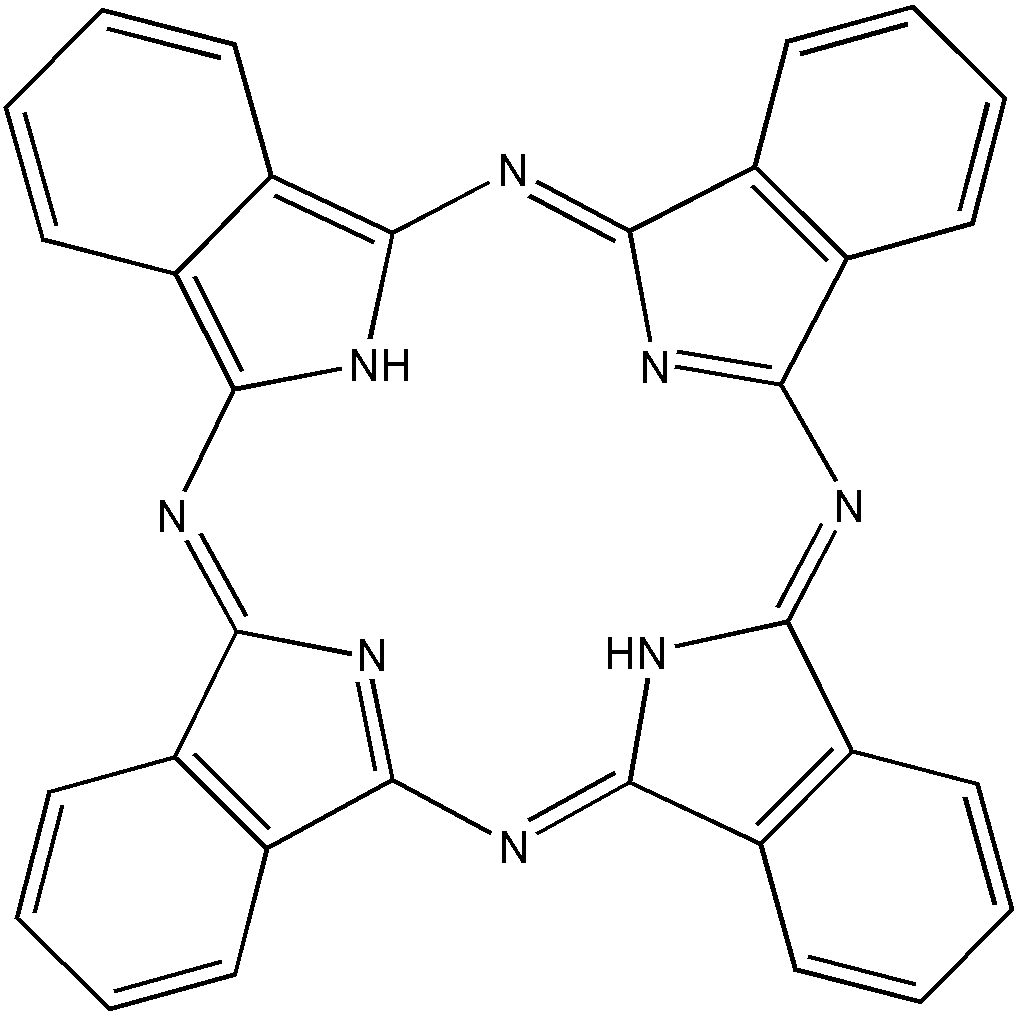
Фталоціанін

## Макроциклічний ефект
У хімії комплексних сполук — комплекси з макроциклічними лігандами є стійкішими, ніж комплекси з подібними полідентантними лігандами (які мають такі ж донорні атоми).